# Araneus talasi
Araneus talasi este o specie de păianjeni din genul Araneus, familia Araneidae, descrisă de Bakhvalov, 1970. Conform Catalogue of Life specia Araneus talasi nu are subspecii cunoscute.